# Ferdinand Schubert
Ferdinand Lukas Schubert, né le 18 octobre 1794 à Vienne, et mort le 26 février 1859 à Vienne, est un professeur, organiste et compositeur autrichien. Il est le frère aîné de Franz Schubert.

## Formation
Comme ses frères Franz et Ignaz, il reçoit de son père Franz Theodor (1760 ou 1763-1830) un enseignement musical. Dans le quatuor à cordes familial, où son père joue du violoncelle et Franz de l'alto, il jouera du violon avec son frère Ignaz.
Il étudia, en 1807 et 1808, à la Normalhauptschule de Vienne.
Capable d'exécuter des concertos sur l'orgue à l'âge de treize ans, il devient plus tard l'un des meilleurs organistes de Vienne.
En 1810, il obtient le poste de professeur adjoint à la Maison des Orphelins, et celui de professeur titulaire en 1816. Cette année-là, il épouse Anna Schulle en premières noces. Nommé professeur de l'École Normale de Vienne en 1824, il en devient directeur en 1851.

## Compositeur
À la demande de ses supérieurs, il dut s'essayer assez tôt à la composition musicale, et demanda l'aide de son frère Franz. En 1818, son premier requiem, le Requiem allemand opus 2, qui lui permit d'obtenir un emploi comme organiste et maître de chapelle, est en fait l'œuvre de Franz Schubert (D 621). Par la suite, il composa cependant lui-même.
Si Ferdinand Schubert a puisé dans la musique de son frère, il lui a aussi été profitable en éditant plusieurs de ces œuvres.
À l'automne 1828, son frère Franz emménage chez lui, et le Requiem, opus 9, est exécuté le 3 novembre en sa présence. Franz, malade, décèdera le 19 novembre à l'âge de 31 ans. Le Requiem de Ferdinand est probablement la dernière interprétation musicale à laquelle aura assisté Franz Schubert.
Après le décès de sa première femme, Ferdinand épouse Thérèse Spazierer en 1832. De ses deux mariages, il a eu respectivement quinze et vingt-et-un enfants, dont 12 seulement lui survécurent. 
En 1838, dix ans après la mort de son frère, il reçoit la visite de Robert Schumann à qui il remet une copie des manuscrits inédits de la Neuvième Symphonie, dite « la Grande » de Franz. Schumann ramène la symphonie à Leipzig, où il la fait exécuter par Felix Mendelssohn près d'un mois plus tard, lors du concert du 21 mars 1839.

## Compositions
Plusieurs de ces œuvres ont été enregistrées au XXe siècle.
- Requiem allemand, opus 2 (1818), est en fait de Franz Schubert (D 621)
- Requiem en sol mineur, opus 9 (1828) (chœur, soli et orchestre)
- F-Dur Messe (« Messe en fa majeur »), opus 10 (1830)
- Salve Regina, opus 12 (soli et ensemble instrumental)
- Messe pastorale (La Hirtenmesse, littéralement : « Messe des Bergers ») opus 13 (1835) (chœur, soli et orchestre de chambre)
- Ave Maria (chœur a cappella)
- Filiæ regum, Ps. 44, verset 10, en si mineur
- Gegrüsset seist du, Königin, en ut majeur
- Laudate Dominum, Ps. 116, en ut majeur
- Pange lingua, en ut majeur
- Tantum ergo
- Regina cæli (chœur et orchestre)
- Veni sancte Spiritus (soli et ensemble instrumental)
- Le Petit Espiègle, opéra pour enfants
- La Glaneuse, opéra pour enfants

## Sources
- www.ron3.fr, joachim, 2009.
- www.requiemsurvey.org, citant notamment le Grove's dictionary of music and musicians
- Keith Johnson, www.allmusic.com, All Music Guide
- Carus-Verlag GmbH & Co KG